# 吴永春
吴永春（1959年—），广西三江人，侗族，中华人民共和国官员，三江侗族自治县县长，第十二届全国人民代表大会广西地区代表。
毕业于广西师范大学国民经济学专业。加入中国共产党。2013年，担任全国人大代表。